# Відморожений (телесеріал)
«Відморожений» — український комедійний телесеріал. У головних ролях знялися Михайло Хома, Катерина Вишнева та Всеволод Шекіта.
Показ першого сезону розпочався 16 грудня 2019 року на телеканалі 1+1 й тривав до 19 грудня 2019 року.

## Сюжет
Родина Дзідзюків збирається продати свій старий будинок та переїхати жити до великого міста. Але раптово здійсненню їхньої мрії перешкоджає несподівана знахідка. У підвалі в старому холодильнику вони випадково знаходять замороженого Мішу — свого родича, який зник 23 роки тому. Міша за всіма документами є власником цього будинку. Тепер Дзідзюки змушені жити разом із відмороженим родичем, який розумом, відчуттями та звичками застряг у 90-х роках.

## У ролях
У фільмі знімалися:

| Актор            | Роль                |
| ---------------- | ------------------- |
| Михайло Хома     | Михайло Дзідзюк     |
| Всеволод Шекіта  | Микола Дзідзюк      |
| Катерина Вишнева | Оксана Дзідзюк      |
| Владислава Глєба | Катерина Дзідзюк    |
| Георгій Лещенко  | Андрій Дзідзюк      |
| Ганна Кузіна     | Маргарита           |
| Ярослав Шахторін | Антон               |
| Тетяна Зіновенко | Антоніна Михайлівна |
| Назарій Гук      | Юлік                |
| Олена Матюшенко  | Тамара Дзідзюк      |
| Надія Кугай      | Ірина Дзідзюк       |
| Сергій Либа      | Максим Дзідзюк      |

## Рейтинги
Перший сезон телесеріалу «Відморожений» став найуспішнішим україномовним серіалом року в Україні.